# دیوید هال (تنیس‌باز)
 دیوید هال (انگلیسی: David Hall؛ زاده ۱۴ ژانویهٔ ۱۹۷۰) یک تنیس‌باز اهل استرالیا است.